# Gabinete Yousaf
Humza Yousaf formó el Gabinete Yousaf el 29 de marzo de 2023 hasta el 25 de abril de 2024, tras su nombramiento como ministro principal de Escocia en el Tribunal de Sesión. Seguido a la renuncia de Nicola Sturgeon como ministra principal y líder del Partido Nacional Escocés (SNP) el 15 de febrero, lo que desencadenó una contienda por el liderazgo que ganó Yousaf. 

## Antecedentes
En las elecciones parlamentarias escocesas de 2021, el SNP obtuvo 64 escaños de 129, quedando a uno de la mayoría absoluta, y formó un gobierno minoritario liderado por Nicola Sturgeon. En agosto de ese año, Sturgeon selló un pacto formal con los Verdes escoceses, conocido como Acuerdo de Bute House, que incluía apoyo parlamentario y la entrada de dos ministros verdes en el gabinete.
Tras la dimisión de Sturgeon como líder del SNP y primera ministra en febrero de 2023, Humza Yousaf fue elegido líder del partido el 27 de marzo y nominado formalmente como primer ministro por el Parlamento Escocés al día siguiente.

### Formación
Humza Yousaf presentó su gabinete el 29 de marzo de 2023. Ratificó a Shona Robison como vice primera ministra y ministra de Finanzas. Nombró a varios aliados de su campaña para puestos clave, incluidos Neil Gray (Economía del Bienestar), Jenny Gilruth (Educación) y Màiri McAllan (Net Zero). Por primera vez en Escocia, la mayoría de los secretarios del gabinete eran mujeres (siete de diez).
El nuevo primer ministro confirmó su intención de mantener el Acuerdo de Bute House con los Verdes, asegurando así una mayoría de 70 escaños sobre 129 en el parlamento. Patrick Harvie y Lorna Slater continuaron como ministros en representación de los Verdes.

### Ruptura del acuerdo y renuncia
En abril de 2024, Yousaf anunció la salida del gobierno del Acuerdo de Bute House, alegando que el pacto había “cumplido su propósito” y que las diferencias sobre política climática se habían vuelto insostenibles. Como consecuencia, los dos ministros verdes dimitieron y el partido anunció su apoyo a una moción de censura contra Yousaf, dejándolo sin mayoría.

## Apoyo parlamentario
| Cámara             | Candidato    | Fecha                                        | Voto |    |    |    |   |   | Ind. | Total  |
| ------------------ | ------------ | -------------------------------------------- | ---- | -- | -- | -- | - | - | ---- | ------ |
| Parlamento escocés | Humza Yousaf | 29 de marzo de 2023 Mayoría simple requerida | Sí   | 63 |    |    |   |   |      | 63/129 |
| Parlamento escocés | Humza Yousaf | 29 de marzo de 2023 Mayoría simple requerida | No   |    | 31 | 22 |   | 4 | 1    | 58/129 |
| Parlamento escocés | Humza Yousaf | 29 de marzo de 2023 Mayoría simple requerida | Abs. |    |    |    | 7 |   | 1    | 8/129  |

## Composición

### Ministro principal de Escocia
| Fotografía | Ministro principal de Escocia | Período             | Período             | Partido | Partido |
| Fotografía | Ministro principal de Escocia | Inicio              | Fin                 | Partido | Partido |
| ---------- | ----------------------------- | ------------------- | ------------------- | ------- | ------- |
|            | Humza Yousaf                  | 29 de marzo de 2023 | 25 de abril de 2024 |         |         |

### Viceministra principal de Escocia
| Fotografía | Viceministra principal de Escocia | Período             | Período             | Partido | Partido |
| Fotografía | Viceministra principal de Escocia | Inicio              | Fin                 | Partido | Partido |
| ---------- | --------------------------------- | ------------------- | ------------------- | ------- | ------- |
|            | Shona Robison                     | 29 de marzo de 2023 | 25 de abril de 2024 |         |         |

### Secretarias
| Secretaria | Fotografía | Titular                 | Período              | Período              | Partido | Partido |
| Secretaria | Fotografía | Titular                 | Inicio               | Fin                  | Partido | Partido |
| --- | ---------- | ----------------------- | -------------------- | -------------------- | ------- | ------- |
| Asuntos Rurales, Reforma Agraria e Islas                                                                           |            | Mairi Gougeon           | 29 de marzo de 2023  | 25 de abril de 2024  |         |         |
| Constitución, Asuntos Exteriores y Cultura                                                                         |            | Angus Robertson         | 29 de marzo de 2023  | 25 de abril de 2024  |         |         |
| Economía del Bienestar, Trabajo Justo y Energía (2023-2024) Economía del Bienestar, Net Zero y Energía (2024-2024) |            | Neil Gray               | 29 de marzo de 2023  | 8 de febrero de 2024 |         |         |
| Economía del Bienestar, Trabajo Justo y Energía (2023-2024) Economía del Bienestar, Net Zero y Energía (2024-2024) |            | Màiri McAllan           | 8 de febrero de 2024 | 25 de abril de 2024  |         |         |
| Educación y Habilidades                                                                                            |            | Jenny Gilruth           | 29 de marzo de 2023  | 25 de abril de 2024  |         |         |
| Finanzas |            | Shona Robison           | 29 de marzo de 2023  | 25 de abril de 2024  |         |         |
| Justicia e Interior                                                                                                |            | Angela Constance        | 29 de marzo de 2023  | 25 de abril de 2024  |         |         |
| Justicia Social |            | Shirley-Anne Somerville | 29 de marzo de 2023  | 25 de abril de 2024  |         |         |
| Recuperación del Sistema Nacional de Salud, Salud y Asistencia Social                                              |            | Michael Matheson        | 29 de marzo de 2023  | 8 de febrero de 2024 |         |         |
| Recuperación del Sistema Nacional de Salud, Salud y Asistencia Social                                              |            | Neil Gray               | 8 de febrero de 2024 | 25 de abril de 2024  |         |         |
| Transporte, Net Zero y Transición Justa (2023-2024) Transporte (2024-2024)                                         |            | Màiri McAllan           | 29 de marzo de 2023  | 8 de febrero de 2024 |         |         |
| Transporte, Net Zero y Transición Justa (2023-2024) Transporte (2024-2024)                                         |            | Fiona Hyslop            | 8 de febrero de 2024 | 25 de abril de 2024  |         |         |
| |            |                         |                      |                      |         |         |
| Asuntos Parlamentarios                                                                                             |            | George Adam             | 29 de marzo de 2023  | 25 de abril de 2024  |         |         |
| Lord Abogada |            | Dorothy Bain            | 29 de marzo de 2023  | 25 de abril de 2024  |         |         |
| Secretario Permanente                                                                                              |            | John-Paul Marks         | 29 de marzo de 2023  | 25 de abril de 2024  |         |         |

### Ministros Subalternos
| Ministerio                                                              | Fotografía | Titular            | Período              | Período              | Partido | Partido |
| Ministerio                                                              | Fotografía | Titular            | Inicio               | Fin                  | Partido | Partido |
| ----------------------------------------------------------------------- | ---------- | ------------------ | -------------------- | -------------------- | ------- | ------- |
| Atención Social, Bienestar Mental y Deporte                             |            | Maree Todd         | 29 de marzo de 2023  | 25 de abril de 2024  |         |         |
| Bienestar Comunitario y Finanzas Públicas                               |            | Tom Arthur         | 29 de marzo de 2023  | 25 de abril de 2024  |         |         |
| Cultura, Europa y Desarrollo Internacional                              |            | Christina McKelvie | 29 de marzo de 2023  | 8 de febrero de 2024 |         |         |
| Cultura, Europa y Desarrollo Internacional                              |            | Kaukab Stewart     | 8 de febrero de 2024 | 25 de abril de 2024  |         |         |
| Edificios con Cero Carbono, Viajes Activos y Derechos de los Inquilinos |            | Patrick Harvie     | 29 de marzo de 2023  | 25 de abril de 2024  |         |         |
| Educación Superior y Veteranos                                          |            | Graeme Dey         | 29 de marzo de 2023  | 25 de abril de 2024  |         |         |
| Empoderamiento y Planificación del Gobierno Local                       |            | Joe FitzPatrick    | 29 de marzo de 2023  | 25 de abril de 2024  |         |         |
| Energía                                                                 |            | Gillian Martin     | 29 de marzo de 2023  | 25 de abril de 2024  |         |         |
| Habilidades Verdes, Economía Circular y Biodiversidad                   |            | Lorna Slater       | 29 de marzo de 2023  | 25 de abril de 2024  |         |         |
| Igualdad, Migraciones y Refugiados                                      |            | Emma Roddick       | 29 de marzo de 2023  | 25 de abril de 2024  |         |         |
| Independencia                                                           |            | Jamie Hepburn      | 29 de marzo de 2023  | 25 de abril de 2024  |         |         |
| Infancia, la Juventud y Cumplimiento de la Promesa                      |            | Natalie Don        | 29 de marzo de 2023  | 25 de abril de 2024  |         |         |
| Pequeñas Empresas, Innovación y Comercio                                |            | Richard Lochhead   | 29 de marzo de 2023  | 25 de abril de 2024  |         |         |
| Política sobre Drogas y Alcohol                                         |            | Elena Whitham      | 29 de marzo de 2023  | 8 de febrero de 2024 |         |         |
| Política sobre Drogas y Alcohol                                         |            | Christina McKelvie | 8 de febrero de 2024 | 25 de abril de 2024  |         |         |
| Salud Pública y Salud de la Mujer                                       |            | Jenni Minto        | 29 de marzo de 2023  | 25 de abril de 2024  |         |         |
| Transporte                                                              |            | Kevin Stewart      | 29 de marzo de 2023  | 6 de junio de 2023   |         |         |
| Transporte                                                              |            | Fiona Hyslop       | 6 de junio de 2023   | 8 de febrero de 2024 |         |         |
| Víctimas y Seguridad Comunitaria                                        |            | Siobhian Brown     | 29 de marzo de 2023  | 25 de abril de 2024  |         |         |
| Vivienda                                                                |            | Paul McLennan      | 29 de marzo de 2023  | 25 de abril de 2024  |         |         |

### Agentes de la Ley Escocesa
| Agencia                        | Fotografía | Titular        | Período             | Período             | Partido | Partido |
| Agencia                        | Fotografía | Titular        | Inicio              | Fin                 | Partido | Partido |
| ------------------------------ | ---------- | -------------- | ------------------- | ------------------- | ------- | ------- |
| Procuradora General de Escocia |            | Ruth Charteris | 29 de marzo de 2023 | 25 de abril de 2024 |         |         |
| Lord Abogada                   |            | Dorothy Bain   | 29 de marzo de 2023 | 25 de abril de 2024 |         |         |